# Hartwig Tarnowski
Hartwig-Holger Tarnowski (* 26. Oktober 1950 in Kiel) ist ein Brigadegeneral außer Dienst des Heeres der Bundeswehr und zuletzt Kommandeur der Logistikschule der Bundeswehr.

## Leben

### Ausbildung und erste Verwendungen
Tarnowski trat, nach dem Abitur 1969, im Oktober desselben Jahres in die Bundeswehr ein und durchlief als Offizieranwärter die Offizierausbildung zum Offizier des Truppendienstes der Nachschubtruppe. Nach ersten Verwendungen als Zugführer studierte er Betriebswirtschaftslehre an der Universität Mannheim und schloss dieses als Diplom-Kaufmann ab. Bis 1983 hatte er weitere Truppenverwendungen in der Nachschubtruppe als Umschlagstaffel-Zugführer in Delmenhorst und als Kompaniechef in Kassel.

### Dienst als Stabsoffizier
Von 1983 bis 1985 absolvierte Tarnowski im 26. Generalstabslehrgang Heer an der Führungsakademie der Bundeswehr in Hamburg die Ausbildung zum Offizier im Generalstabsdienst. Anschließend wurde er G2 (Militärisches Nachrichtenwesen) im Stab der 6. Panzergrenadierdivision in der Hindenburg-Kaserne in Neumünster und G3 Stabsoffizier im Amt für Studien und Übungen der Bundeswehr, Bereich Operations Research, am Standort Ottobrunn bei München. 1989 nahm er an einem Lehrgang am Armed Forces Staff College in Norfolk, Virginia, Vereinigte Staaten teil und war von 1989 bis 1991 Bataillonskommandeur des Nachschubbataillons 110 in Rheine. Anschließend war er Referent im Bereich Konzeption der Bundeswehr im Führungsstab der Streitkräfte (Fü S) im Bundesministerium der Verteidigung (BMVg) auf der Hardthöhe in Bonn. Tarnowski wechselte 1993 als Sektionsleiter logistische Übungen ins Hauptquartier AFCENT nach Brunssum, Niederlande. Von 1995 bis 1998 übte er die Funktion Branch Chief Logistische Planung und Stellvertreter des Assistent Chief of Staff (ACOS) für Logistik und Personal im Hauptquartier LANDCENT in Heidelberg aus. Währenddessen war er sechs Monate im Auslandseinsatz im Hauptquartier SFOR in Sarajevo als stellvertretender J1 (Personal). Von 1999 bis 2000 war er stellvertretender Sekretariatsleiter der Kommission Gemeinsame Sicherheit und Zukunft der Bundeswehr und anschließend Referatsleiter im Fü S im BMVg für Grundsatzangelegenheiten der Organisation.

### Dienst als General
Tarnowski war vom 1. Juli 2003 bis 30. April 2005 erster Brigadekommandeur der neu aufgestellten Logistikbrigade 200 in Tauberbischofsheim und anschließend bis 2007 stellvertretender Chef des Stabes im Hauptquartier NATO Rapid Deployable Corps (NRDC) Türkei. Ab 1. Dezember 2007 war er Abteilungsleiter Logistik im Streitkräfteunterstützungskommando in Bonn. In seiner letzten Verwendung war er vom 25. März 2010 bis zum	30. Oktober 2012 Kommandeur der Logistikschule der Bundeswehr in Osterholz-Scharmbeck.

## Privates
Tarnowski ist verheiratet und hat zwei Kinder.